# Rajapalayam (Stadt)
Rajapalayam ist eine Stadt im indischen Bundesstaat Tamil Nadu.
Die Stadt ist der Hauptort des Distrikt Virudhunagar. Rajapalayam hat den Status einer Municipality. Die Stadt ist in 42 Wards gegliedert.
Die Hunderasse Rajapalayam stammt aus der Stadt.

## Geschichte
Rajapalayams Einwohner stammten ursprünglich aus dem Vijayanagara-Reich. Krishnadevaraya, der Maharaja des Imperiums, sandte fünf Militärkommandos in das Königreich Madurai Nayak, um im südlichen Teil des Königreichs, in der Region des heutigen Sivagiri, Recht und Ordnung zu wahren. Um die Zeit der Schlacht von Talikota (1565) wanderten weitere Personen aus dem Vijayanagar-Reich nach Süden aus und ließen sich in Pudupalayam im westlichen Teil der Gemeinde Rajapalayam nieder.
Rajapalayam wurde im Jahr 1885 als United Board gegründet. Im Jahr 1930 wurde es zu einem Panchayat Board. Die Eisenbahn erreichte Rajapalayam im Jahr 1927 und die Stadt wurde 1937 elektrifiziert.

## Demografie
Die Einwohnerzahl der Stadt liegt laut der Volkszählung von 2011 bei 130.442. Rajapalayam hat ein Geschlechterverhältnis von 1014 Frauen pro 1000 Männer und damit einen für Indien seltenen Frauenüberschuss. Die Alphabetisierungsrate lag bei 85,48 % im Jahr 2011. Knapp 95 % der Bevölkerung sind Hindus, ca. 3 % sind Muslime und ca. 2 % gehören einer anderen oder keiner Religion an. 8,9 % der Bevölkerung sind Kinder unter 6 Jahren.
| Jahr      | 1991    | 2001    | 2011    |
| Einwohner | 114.202 | 122.307 | 130.442 |

## Wirtschaft
Die Haupterwerbszweig war anfangs die Landwirtschaft. 1936 wurde die erste Baumwollmühle in der Stadt gegründet. Heute basiert die Wirtschaft auf der Textilherstellung: In der Stadt gibt es mehrere Spinnereien und Webereien für Baumwolle sowie einen großen Baumwollmarkt.

## Infrastruktur
Der National Highway von Tirumangalam nach Kollam führt durch die Stadt. Die Staatsstraße SH-41 (Rajapalayam-Sankarankovil-Tirunelveli) verbindet die Stadt mit dem äußersten Süden von Tamil Nadu, einschließlich Tirunelveli, Tuticorin und Kanyakumari.
Der Bahnhof von Rajapalayam liegt in der Southern Railway Zone der Indian Railways und liegt an der Linie von Virudhunagar nach Kollam.